# Club de Fútbol Fuenlabrada
Club de Fútbol Fuenlabrada, S.A.D. é um clube de futebol localizado na cidade de Fuenlabrada, Comunidade de Madrid (Espanha). Foi fundada em 1975 e atualmente joga na Segunda Divisão Espanhola.

## História
A atual equipe foi fundada em 1975 graças à fusão do Club de Fútbol San Esteban, fundado em 1971, e da Agrupación Deportiva Fuenlabrada, criada em 1974. A nova entidade ocupou o estádio municipal de La Aldehuela. e seu primeiro presidente foi Juan Francisco Polidura.  Começou a jogar nas categorias regionais e, paralelamente à decolagem econômica da cidade, foi levantando categorias até que na temporada 1985/86 certificou a promoção à Terceira Divisão. Na temporada 2018-19, conseguiram o acesso a segunda divisão espanhola.